# Blériot XII

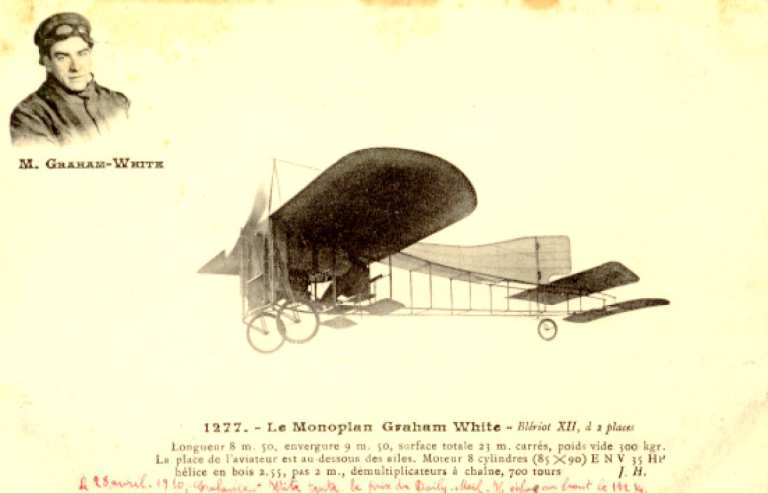
Producent: Louis Blériot
Konstruktor: Louis Blériot
Pierwszy lot: 21 maja 1909
Liczba egzemplarzy: ostatecznie 3

Blériot XII – pionierski francuski samolot zbudowany przez Louisa Blériota. Jego pierwszy lot miał miejsce w maju 1909 roku i był to pierwszy samolot, którym leciało dwóch pasażerów oprócz pilota. Na nim też Blériot zajął drugie miejsce w 1909 r. w Wyścigu o Puchar Gordona Benetta i ustanowił nowy światowy rekord prędkości.

## Rozwój
Blériot XII był górnopłatem w układzie ciągnącym z głębokim, niepokrytym kadłubem. Skrzydła zamontowano na górnych podłużnicach, a pilot i pasażerowie siedzieli między górnymi i dolnymi podłużnicami poniżej krawędzi spływu skrzydła. Kontrola boczna była sprawowana za pomocą pary lotek zamontowanych oddzielnie od skrzydeł do dolnych podłużnic za pilotem. Prototyp był pierwotnie napędzany chłodzonym wodą silnikiem E.N.V. Type D o mocy 40 kW (47 KM), zamocowanym do dolnych podłużnic, napędzającym przez przekładnię łańcuchową o przełożeniu ok. 2:1 dwułopatowe śmigło znajdujące się na tym samym poziomie, co skrzydła. Podczas pierwszego lotu usterzenie ogonowe składało się ze steru wysokości z tyłu kadłuba, oddzielnej poziomej powierzchni znajdującej się nad i przed nim oraz trzech trójkątnych sterów kierunku nad sterem wysokości. Po pierwszych próbach w locie w maju 1909 r. zdjęto stery kierunku. Eksperymentowano z różnymi konfiguracjami, ostatecznie umieszczono podłużny trójkątny statecznik z prostokątnym, niewyważonym sterem kierunku przymocowanym do krawędzi spływu.

## Historia eksploatacji
Samolot był pierwszy raz pilotowany przez Blériota 21 maja, a w ciągu następnych tygodni odbył wiele długich lotów i 12 czerwca 1909 r. prototyp Blériota XII stał się pierwszym samolotem, który wzbił się w powietrze z trzema osobami na pokładzie. Jednym z pasażerów był Alberto Santos-Dumont. Na Grande Semaine d’Aviation nad Reims między 22 a 29 sierpnia Blériot latał dwoma modelami XII, z czego jeden był prototypem (pierwszy napędzany silnikiem E.N.V. model F o mocy 60 KM (45 kW), a drugi – 40 KM (30 kW) firmy Anzani). 28 sierpnia, lecąc samolotem z silnikiem E.N.V., zdobył drugie miejsce w wyścigu o Puchar Gordona Benetta, przegrywając z Glennem Curtissem o 6 sekund. Później tego samego dnia zdobył nagrodę za najlepsze okrążenie 10 km z czasem 7 minut i 37,8 sekundy. Jego prędkość 77 km/h stała się nowym rekordem świata na tym dystansie. Następnego dnia podczas lotu na małej wysokości samolot przeciągnął, rozbił się i stanął w płomieniach. Blériot zdołał wylądować i uwolnić się, tocząc się po ziemi, żeby ugasić kombinezon, który zajął się ogniem, ale samolot został zniszczony.
Egzemplarz napędzany silnikiem E.N.F. typ F o mocy 60 KM (45 kW) został kupiony w grudniu 1909 r. przez Claude’a Grahame’a-White’a, który nazwał go White Eagle (Biały Orzeł). Jednak Grahame White stwierdził, że samolot nie satysfakcjonuje go i sprzedał go później pułkownikowi Josephowi Laycockowi i Hugh Grosvenorowi, 2. księciu Westminsteru, który zaprezentował go brytyjskiemu ministerstwu wojny, dzięki czemu Blériot XII stał się pierwszym statkiem cięższym od powietrza, nabytym przez Szkołę Balonową. Porucznik Reginald Cammell został wysłany do Francji, aby odebrać samolot. Cammell opisywał maszynę jako niebezpiecznie niestabilną i mającą zbyt duży kąt szybowania. W Larkhill samolot uzyskał przydomek „The Man-Killer” (zabójca) i ostatecznie został przebudowany przez Royal Aircraft Factory, gdzie został przekształcony na S.E. 1.

## Dane techniczne
Ogólna charakterystyka
- Załoga: 1
- Pasażerowie: 2
- Długość: 9,5 m
- Rozpiętość skrzydeł: 10 m
- Powierzchnia skrzydeł: 22 m²
- Masa własna: 600 kg
- Napęd: 1 × E.N.V., 35 kW (47 KM)

Osiągi
- Prędkość maksymalna: 100 km/h